# سائوجیل
سائوجیل (به اسپانیایی: Saujil)منطقه ای مسکونی در آرژانتین است که در بخش پومن واقع شده‌است. سائوجیل ۴٬۹۴۹ نفر جمعیت دارد.
نام این منطقه به زبان اسپانیایی به‌معنای منطقه نورانی است.